# The Boy From Oz
The Boy from Oz és un musical jukebox australià basat en la vida del cantant i compositor Peter Allen, amb cançons escrites per ell. El llibre encarregat per al musical és de Nick Enright, basat en la biografia d'Allen de Stephen MacLean de 1996. Estrenat a Austràlia el 1998 protagonitzada per Todd McKenney, una versió revisada del musical, escrita per Martin Sherman, estrenada a Broadway el 2003, amb Hugh Jackman en el paper principal.
Als ARIA Music Awards de 1998, la gravació del repartiment va guanyar el premi ARIA a la millor banda sonora original, repartiment o àlbum d'espectacles.

## Història de la producció

### Guió
Stephen MacLean va idolatrar Allen, va seguir la seva carrera arreu del món, el va entrevistar moltes vegades i va filmar el seu debut a Austràlia al cabaret en solitari. Després de la mort d'Allen el 1992, MacLean va començar a treballar en la seva biografia d'Allen, que es va publicar el 1996, titulada Peter Allen: The Boy from Oz, (títol alternatiu The Boy from Oz: The Peter Allen Story).
Mentre treballava en la biografia, MacLean va suggerir fer una pel·lícula biogràfica sobre Allen al productor Ben Gannon, després d'haver alertat anteriorment a Gannon del treball d'Allen a principis dels anys setanta. Gannon, però, va pensar que primer havia de ser un documental i va produir The Boy from Oz, escrit i dirigit per MacLean, i que es va projectar a ABC Television el 1995.
Després de la publicació de la biografia el 1996, Gannon i Robert Fox van decidir utilitzar l'obra com a base per a un musical escènic. El llibret que s'utilitzarà per a l'espectacle va ser encarregat a Nick Enright, i MacLean va actuar com a consultor en el taller del musical.

### Producció original australiana
The Boy from Oz es va estrenar, dirigida per Gale Edwards, al Her Majesty's Theatre de Sydney el 5 de març de 1998 i va fer una gira per Brisbane, Melbourne, Adelaide i Perth, amb més d'1,2 milions de mecenes de teatre. Va tenir un total de 766 funcions durant dos anys. La producció va ser protagonitzada per Todd McKenney com Allen  i la vocalista de Divinyls Chrissy Amphlett com Judy Garland, Angela Toohey com Liza Minnelli, i va presentar Mathew Waters com Young Peter.

### Broadway
The Boy from Oz va començar les preestrenes a Broadway a l'Imperial Theatre el 16 de setembre de 2003 i es va estrenar el 16 d'octubre de 2003. Es va tancar el 12 de setembre de 2004, al final del contracte d'Hugh Jackman. Va ser adaptat per al públic nord-americà pel dramaturg Martin Sherman, que va eliminar alguns dels termes australians (com ara "jackaroo") i va ampliar el paper dels personatges nord-americans Garland i Minnelli. El musical va fer 32 funcions prèvies i 365 regulars. Dirigida per Philip William McKinley, amb coreografia de Joey McKneely, va estar protagonitzada per Jackman com Allen, Isabel Keating com Garland, Stephanie J. Block com Minnelli, Beth Fowler com Marion, Jarrod Emick com Greg i John Hill com Mark Herron (el marit de Judy). Jackman va guanyar el premi Tony 2004 al millor actor principal en un musical i el premi Drama Desk a l'actor destacat en un musical, i Keating va guanyar el premi Drama Desk a la millor actriu destacada en un musical. L'espectacle també va rebre nominacions per a altres quatre premis Tony, inclòs el millor musical.
Ben Brantley, de The New York Times, va fer una crítica a l'espectacle, titllant-lo d'un "espectacle indiscutiblement fals", però va elogiar l'actuació de Jackman. El musical va recuperar la seva inversió de 8,25 milions de dòlars.

### Tour a l'Arena australiana
The Boy from Oz va tornar a Austràlia del 3 d'agost al 10 de setembre de 2006 en una nova producció especialment dissenyada per a l'escenari (públic de més de 10.000 persones), anomenada Boy from Oz Arena Spectacular. Dirigida pel coreògraf nord-americà Kenny Ortega, Hugh Jackman va repetir el seu paper de Nova York com Allen. Es va unir a ell les actrius australianes Chrissy Amphlett i Angela Toohey, repetint els seus papers de Garland i Minnelli.Shardyn Fahey-Leigh va interpretar el paper de Young Allen amb Dylan Speedy. Rarmian Newton i Joshua Waiss Gates, tots dos protagonistes més tard a Billy Elliot the Musical, van ser estudiants de la producció australiana. La mare de Peter, Marion, va ser interpretada per Colleen Hewett. L'espectacle va comptar amb un repartiment de suport de 40 cantants-ballarins i una orquestra de 25 instruments.
L'espectacle també va comptar amb la veu de cors de noies australianes de secundària del Penrhos College quan es trobava a Perth i, mentre es trobava a Sydney, Melbourne, Adelaide i Brisbane, va comptar amb la veu de 100 noies de l'Australian Girls Choir.

### Revivals de Melbourne
El 2010, McKenney va tornar al paper principal amb The Production Company en una versió de l'espectacle que va culminar amb una gravació d'Allen projectada a l'escenari. El 2018, per celebrar el vintè aniversari de l'espectacle, The Production Company va posar en escena una nova producció amb elements anacrònics com ara banderes aborígens i arc de Sant Martí. Rohan Browne va interpretar a Allen, amb Caroline O'Connor com a Garland, Loren Hunter com a Minnelli i Maxwell Simon com a Greg.

### Producció de Perth
El 2021, Platinum Entertainment va presentar "The Boy From Oz" al Crown Theatre, un dels únics llocs del món que produïa teatre a gran escala en aquell moment. Dirigit i coreografiat per Drew Anthony, i musicalment dirigit per Joe Louis Robinson, l'espectacle va debutar amb Ethan Jones en el paper principal d'Allen al costat de Lucy Williamson com a Garland, Elethea Sartorelli com a Minnelli, Casey Edwards com a Marion i Peter Cumins com a Greg. Jones va presentar un reconeixement al país com Allen a la introducció de "I Still Call Australia Home". La producció va incloure una pantalla LED d'escenari complet amb audiovisuals integrats a tot arreu, i va concloure amb una transició de Jones al difunt Allen cantant "Once Before I Go".

### Produccions internacionals
Al Perú, l'espectacle es va estrenar el maig de 2013, protagonitzat per Marco Zunino com Allen, Érika Villalobos va aparèixer com a Liza i Elena Romero com a Judy. Va ser la primera adaptació al castellà.

## Trama
Aquesta sinopsi s'aplica a la producció nord-americana.
Acte I
El musical comença amb l'intèrpret australià Peter Allen recordant la seva vida, arribant a un acord amb qui era ("The Lives of Me"). Després, tornem a la infància d'Allen a Tenterfield, Austràlia, on un nen petit anomenat Peter Woolnough actua a bars locals per diners ("When I Get My Name in Lights"). Peter creix i s'uneix amb Chris Bell per convertir-se en els Allen Brothers, i actuen a Australian Bandstand ("Love Crazy"). Després d'un gran èxit a Austràlia, els Allen Brothers actuen en un hotel Hilton de Hong Kong davant d'empresaris xinesos. Un vespre, una altra persona els mira des del bar: la llegendària Judy Garland. Peter convenç a la Judy de actuar amb ells ("All I Wanted Was the Dream"), i Judy porta a Peter com a teloner del seu concert a Nova York ("Only an Older Woman").
Mentre és a Nova York, en Peter es presenta a la filla de Judy, Liza, i s'enamoren ("Best That You Can Do"). Hi ha rumors sobre l'homosexualitat de Peter i la Judy adverteix a la Liza ("Don't Wish Too Hard"). La Liza no fa cas de la seva advertència i es casa amb en Peter ("Come Save Me").
Peter comet alguns errors, i en una de les seves festes durant tota la nit, la Liza s'acosta a ell ("Continental American"), alimentant encara més les seves sospites que és gai. Liza està treballant dur per tirar endavant la seva carrera ("She Loves to Hear the Music"), en contrast amb l'estil de vida excessiu de Peter. Judy mor, i Peter l'honora ("Quiet Please, There's a Lady on Stage"). El món de la Liza s'estavella com a conseqüència de la mort de la seva mare.
Liza s'enfronta a Peter sobre la seva suposada homosexualitat, i el seu matrimoni acaba ("I'd Rather Leave While I'm in Love"). Peter torna a Austràlia però s'adona que no és qui la gent pensava que era ("Not the Boy Next Door").
Acte II
De tornada als Estats Units, Peter ha anat en solitari i accepta la seva bisexualitat ("Bi-Coastal"). Coneix el model de moda Gregory Connell. Greg no vol formar part de la vida d'en Peter al món de l'espectacle, però s'enamora de Peter ("If You Were Wondering"). Aviat són descoberts pel productor musical Dee Anthony, i els fa un concert al Copacabana de Nova York ("Sure Thing Baby"). La carrera de Peter s'enlaira, i guanya un Oscar per "Best That You Can Do", a més d'escriure cançons que van ser versionades pels artistes Olivia Newton-John i Frank Sinatra. Peter fa la seva millor actuació al Radio City Music Hall amb The Rockettes ("Everything Old is New Again"), i se sorprèn saber que la seva mare també està enamorada.
Greg es veu afectat pel VIH avançat, (llavors conegut com a malaltia que defineix la SIDA), i tot i que en Peter intenta ajudar-lo a continuar, sucumbeix a la seva malaltia ("Love Don't Need a Reason"). Peter també es posa malalt de VIH avançat, però l'esperit de Greg l'anima a continuar ("I Honestly Love You"). La Liza ofereix el seu suport a en Peter, i tots dos s'adonen que van tenir vides i carreres exitoses l'un sense l'altre ("You and Me").
Peter torna a Austràlia i intenta dir-li a la seva mare la seva malaltia, però finalment no troba la manera de dir-li-li. Després fa un últim concert magnífic per a Austràlia ("I Still Call Australia Home"), i és testimoni d'un últim flashback de l'amor de la seva mare per ell ("Don't Cry Out Loud"). En Peter reflexiona sobre la seva vida, adonant-se que no es penedeix, abans de sucumbir finalment a la seva malaltia ("Once Before I Go"), però no abans de sortir amb estil amb una actuació de comiat ("I Go to Rio"), juntament amb tot el repartiment.

## Números musicals
Producció original
Totes les cançons van ser escrites per Allen, llevat que s'indiqui
Acte I
| Cançó                              | Intèrpret(s)                   | Autor                           | Font                       |
| ---------------------------------- | ------------------------------ | ------------------------------- | -------------------------- |
| Not the Boy Next Door              | Peter and Trio                 |                                 | Not the Boy Next Door      |
| If You Were Wondering              | Peter                          |                                 | I Could Have Been a Sailor |
| Name in Lights                     | Young Peter and Ensemble       |                                 | Legs Diamond               |
| Pretty Keen Teen                   | Peter, Chris Bell and Ensemble | The Allen Brothers              |                            |
| All I Wanted Was the Dream         | Judy Garland                   |                                 | Legs Diamond               |
| Only an Older Woman                | Judy, Peter, Chris and Mark    |                                 | Legs Diamond               |
| Don't Wish Too Hard                | Ensemble                       | Allen (música), Sager (lletres) | I Could Have Been a Sailor |
| Somebody's Angel                   | Trio                           |                                 | Bi-Coastal                 |
| Sure Thing Baby                    | Liza Minnelli                  |                                 | Legs Diamond               |
| Quiet Please                       | Peter, Liza, Judy and Ensemble | Allen (música), Sager (lletres) | Taught by Experts          |
| I'd Rather Leave While I'm in Love | Liza                           | Allen (música), Sager (lletres) | I Could Have Been a Sailor |
| Bi-Coastal                         | Trio                           | Allen, David Foster, Tom Keane  | Bi-Coastal                 |
| Taught by Experts                  | Judy and Peter                 |                                 | Taught by Experts          |
| Name in Lights (Reprise)           | Young Peter and Ensemble       |                                 | Legs Diamond               |
| Not the Boy Next Door (Reprise)    | Peter and Trio                 |                                 | Not the Boy Next Door      |

Acte II
| Cançó                                        | Intèrpret(s)                   | Autor                                                        | Font                       |
| -------------------------------------------- | ------------------------------ | ------------------------------------------------------------ | -------------------------- |
| When Everything Old is New Again             | Peter and The Rockettes        | Allen (música), Sager (lletres)                              | Continental American       |
| Best That You Can Do                         | Liza and Peter                 | Allen, Burt Bacharach, Carole Bayer Sager, Christopher Cross | Arthur                     |
| Love Don't Need a Reason                     | Peter and Trio                 | Allen, Michael Callen, Marsha Malamet                        | Making Every Moment Count  |
| She Loves to Hear the Music                  | Trio                           | Allen (música), Sager (lletres)                              | Taught by Experts          |
| Fly Away                                     | Peter                          |                                                              | Bi-Coastal                 |
| I Honestly Love You                          | Greg                           | Allen, Jeff Barry                                            | Continental American       |
| I Still Call Australia Home                  | Peter and Ensemble             |                                                              | Bi-Coastal                 |
| Legs Diamond Opener/Name in Lights (Reprise) | Peter/Young Peter and Ensemble |                                                              | Legs Diamond               |
| Don't Cry Out Loud                           | Marion                         | Allen (música), Sager (lletres)                              | I Could Have Been a Sailor |
| Tenterfield Saddler                          | Peter                          |                                                              | Tenterfield Saddler        |
| I Go to Rio                                  | Peter and Company              | Allen, Anderson                                              | Taught by Experts          |
| Once Before I Go                             | Peter                          |                                                              | Not the Boy Next Door      |

Broadway
Totes les cançons van ser escrites per Allen, llevat que s'indiqui
Acte I
| Cançó                                  | Intèrpret(s)                   | Autor                                                        | Font                                   |
| -------------------------------------- | ------------------------------ | ------------------------------------------------------------ | -------------------------------------- |
| The Lives of Me                        | Peter                          |                                                              | Peter Allen, 1971 self-titled album    |
| When I Get My Name in Lights           | Boy and Ensemble               |                                                              | Legs Diamond                           |
| When I Get My Name in Lights (Reprise) | Peter                          |                                                              | Legs Diamond                           |
| Love Crazy                             | Chris Bell, Peter and Ensemble | Allen, Adrienne Anderson                                     | It Is Time for Peter Allen, live album |
| Waltzing Matilda (in Mandarin)         | Peter and Chris                | Banjo Patterson                                              |                                        |
| All I Wanted Was the Dream             | Judy                           |                                                              | Legs Diamond                           |
| Only an Older Woman                    | Judy, Peter, Chris and Mark    |                                                              | Legs Diamond                           |
| Best That You Can Do                   | Peter and Liza                 | Allen, Burt Bacharach, Carole Bayer Sager, Christopher Cross | Arthur                                 |
| Don't Wish Too Hard                    | Judy                           | Allen (música), Sager (lletres)                              | I Could Have Been a Sailor             |
| Come Save Me                           | Liza and Peter                 |                                                              | Legs Diamond (cut)                     |
| Continental American                   | Peter and Ensemble             | Allen (música), Sager (lletres)                              | Continental American                   |
| She Loves to Hear the Music            | Liza and Ensemble              | Allen (música), Sager (lletres)                              | Taught by Experts                      |
| Quiet Please, There's a Lady on Stage  | Peter and Judy                 | Allen (música), Sager (lletres)                              | Taught by Experts                      |
| I'd Rather Leave While I'm in Love     | Liza and Peter                 | Allen (música), Sager (lletres)                              | I Could Have Been a Sailor             |
| Not the Boy Next Door                  | Peter and Marion               | Allen (música), Dean Pitchford (lletres)                     | Not the Boy Next Door                  |

Acte II
| Cançó                                 | Intèrpret(s)                                     | Autor                                 | Font                       |
| ------------------------------------- | ------------------------------------------------ | ------------------------------------- | -------------------------- |
| Bi-Coastal                            | Peter and Trio                                   | Allen, David Foster, Tom Keane        | Bi-Coastal                 |
| If You Were Wondering                 | Peter and Greg                                   |                                       | I Could Have Been a Sailor |
| Sure Thing Baby                       | Dee Anthony, Greg, Peter, Trio and Male Ensemble |                                       | Legs Diamond               |
| Everything Old is New Again           | Peter and The Rockettes                          | Allen (música), Sager (lletres)       | Continental American       |
| Everything Old is New Again (Reprise) | Marion, Dee and Greg                             | Allen (música), Sager (lletres)       | Continental American       |
| Love Don't Need a Reason              | Peter and Greg                                   | Allen, Michael Callen, Marsha Malamet | Making Every Moment Count  |
| I Honestly Love You                   | Greg                                             | Allen, Jeff Barry                     | Continental American       |
| You and Me                            | Liza and Peter                                   | Allen (música), Sager (lletres)       | Not the Boy Next Door      |
| I Still Call Australia Home           | Peter and Ensemble                               |                                       | Bi-Coastal                 |
| Don't Cry Out Loud                    | Marion                                           | Allen (música), Sager (lletres)       | I Could Have Been a Sailor |
| Once Before I Go                      | Peter                                            |                                       | Not the Boy Next Door      |
| I Go to Rio                           | Peter i Companyia                                | Allen, Anderson                       | Taught by Experts          |

### A la cultura popular
L'actuació de Jackman de "Once Before I Go" va ser presentada en un muntatge dedicat a Alex Trebek al seu darrer episodi de Jeopardy!, que es va emetre el 8 de gener de 2021, exactament dos mesos després de la mort de Trebek per càncer de pàncrees en estadi IV el 8 de novembre de 2020 a l'edat de 80 anys.

## Premis i nominacions

### Producció original australiana
| Any  | Premi           | Categoria                          | Nominat           | Resultat  |
| ---- | --------------- | ---------------------------------- | ----------------- | --------- |
| 2001 | Premis Helpmann | Millor Musical                     | Millor Musical    | Guanyador |
| 2001 | Premis Helpmann | Millor obra nova australiana       | Nick Enright      | Nominat   |
| 2001 | Premis Helpmann | Millor direcció d'un musical       | Gale Edwards      | Guanyador |
| 2001 | Premis Helpmann | Millor coreografia en un musical   | Anthony Van Laast | Nominat   |
| 2001 | Premis Helpmann | Millor actor masculí en un musical | Todd McKenney     | Guanyador |
| 2001 | Premis Helpmann | Millor actor femení en un musical  | Chrissy Amphlett  | Nominat   |
| 2001 | Premis Helpmann | Millor Direcció Musical            | Max Lambert       | Guanyador |
| 2001 | Premis Helpmann | Millor Disseny de So               | Wyn Milsom        | Nominat   |

La producció australiana original també va rebre sis premis Melbourne Green Room l'any 1999, inclosa la contribució excepcional d'una direcció de teatre musical.   També va ser nominada al premi Green Room a la millor obra nova australiana.

### Producció original de Broadway
| Any  | Premi               | Categoria                                     | Nominat                       | Resultat  |
| ---- | ------------------- | --------------------------------------------- | ----------------------------- | --------- |
| 2004 | Premi Tony          | Millor musical                                | Millor musical                | Nominat   |
| 2004 | Premi Tony          | Millor llibret                                | Martin Sherman i Nick Enright | Nominat   |
| 2004 | Premi Tony          | Millor actor protagonista de musical          | Hugh Jackman                  | Guanyador |
| 2004 | Premi Tony          | Millor actriu de repartiment de musical       | Beth Fowler                   | Nominat   |
| 2004 | Premi Tony          | Millor actriu de repartiment de musical       | Isabel Keating                | Nominat   |
| 2004 | Premi Drama Desk    | Actor destacat en un musical                  | Hugh Jackman                  | Guanyador |
| 2004 | Premi Drama Desk    | Actor de repartiment destacat en un musical   | Mitchel David Federan         | Nominat   |
| 2004 | Premi Drama Desk    | Actriu de repartiment destacada en un musical | Isabel Keating                | Guanyador |
| 2004 | Premi Theatre World | Premi Theatre World                           | Mitchel David Federan         | Guanyador |
| 2004 | Premi Theatre World | Premi Theatre World                           | Hugh Jackman                  | Guanyador |
| 2004 | Premi Theatre World | Premi Theatre World                           | Isabel Keating                | Guanyador |